# Abd-al-Muqàddim (nom)
Abd-al-Muqàddim és un nom masculí teòfor àrab islàmic (àrab: عبد المقدم, ʿAbd al-Muqaddim) que literalment significa ‘Servidor de Qui avança’, essent «el Qui avança» un dels epítets de Déu. Si bé Abd-al-Muqàddim és la transcripció normativa en català del nom en àrab clàssic, també se'l pot trobar transcrit Abdul Moqaddim... normalment per influència de la pronunciació dialectal o seguint altres criteris de transliteració. Com a teòfor, també el duen molts musulmans no arabòfons que l'han adaptat a les característiques fòniques i gràfiques de la seva llengua.